# Bits of Life

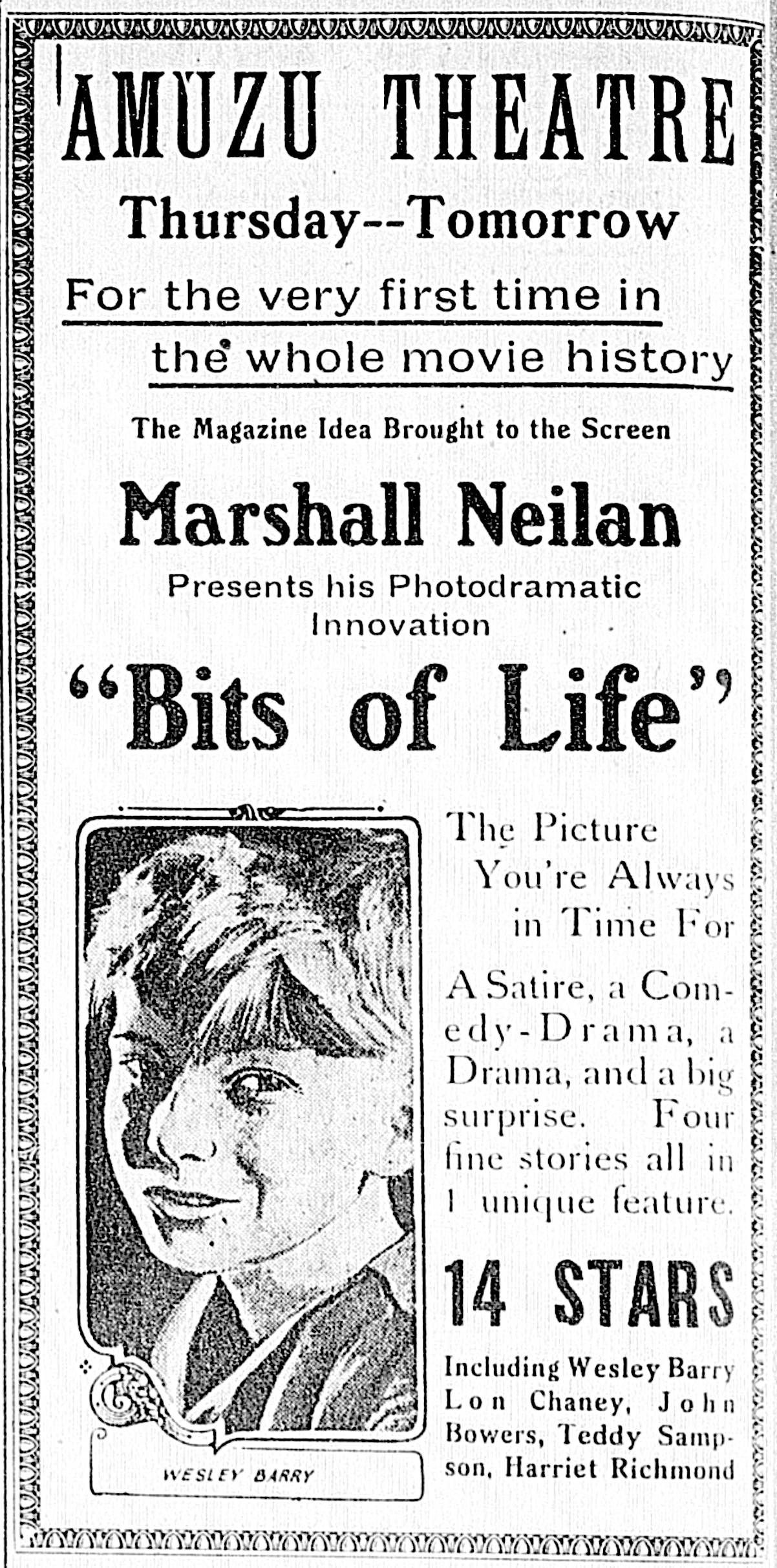
Annonce du film dans la presse.

Pour plus de détails, voir Fiche technique et Distribution.
 Bits of Life est un film américain en quatre parties, réalisé par Marshall Neilan et sorti en 1921, avec comme assistants James Flood  et William J. Scully. C'est le premier grand rôle au cinéma pour l'actrice Anna May Wong.

## Synopsis
Le quatre parties du film sont intitulées The Bad Samaritan (par Thomas McMorrow), The Man Who Heard Everything (par Walter Trumbull), Hop (par Hugh Wiley), et The Intrigue par Marshall Neilan.

## Fiche technique
- Réalisation : Marshall Neilan, assistants réalisateur James Flood et William J. Scully
- Scénario : Lucita Squier
- Photographie : Ray June, David Kesson
- Genre : Mélodrame[2]
- Distributeur : Associated First National
- Durée : 60 minutes (6 bobines)[3]
- Date de sortie :
  - États-Unis : 26 septembre 1921

## Distribution
- Wesley Barry : Tom Levitt (enfant)
- Rockliffe Fellowes : Tom Levitt (adulte)
- Lon Chaney : Chin Chow
- Anna May Wong : Toy Sing, la femme de Chin Chow
- Noah Beery, Sr. : Hindoo
- John Bowers : patient du Dentiste
- Teddy Sampson
- Dorothy Mackaill
- Edythe Chapman
- Frederick Burton
- James Bradbury Jr.
- Tammany Young
- Harriet Hammond
- James Neill
- Scott Welsh
- Harriet Richmond

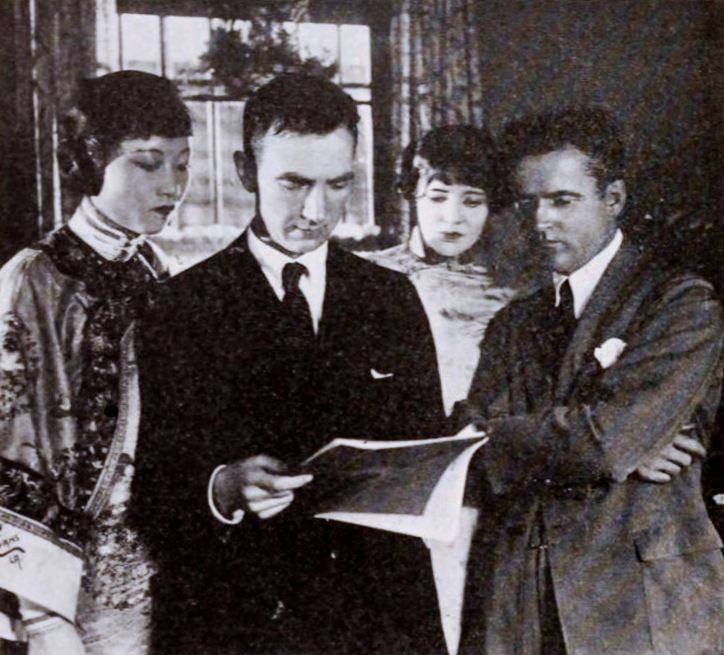
Anna May Wong, le scénariste Hugh Wiley tenant le script, Teddy Sampson, et le réalisateur Marshall Neilan
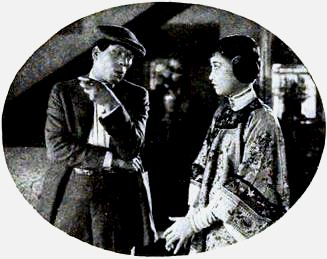
Chaney et Wong
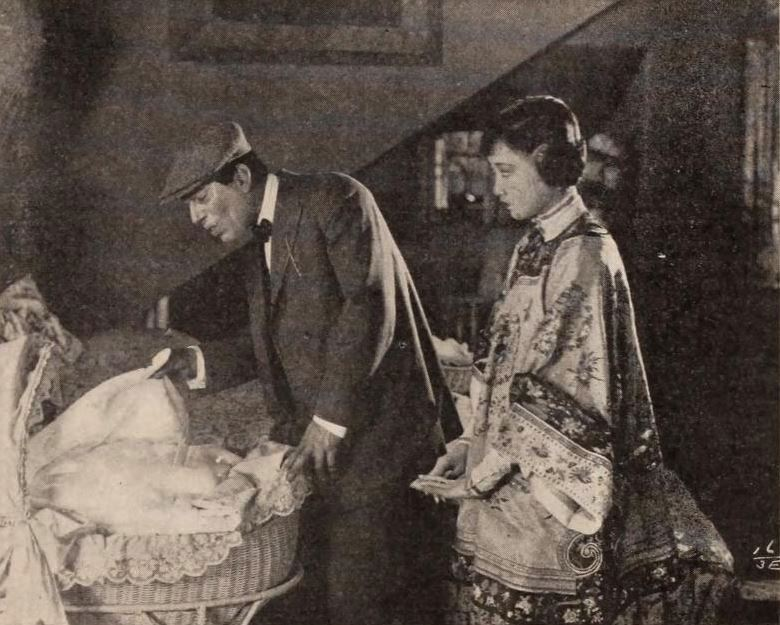
Chaney et Wong